# Saginaw Trail (film)
Saginaw Trail è un film del 1953 diretto da George Archainbaud.
È un western statunitense ambientato nel 1827 con Gene Autry.

## Produzione
Il film, diretto da George Archainbaud su una sceneggiatura e un soggetto di Dorothy Yost e Dwight Cummins, fu prodotto da Armand Schaefer per la Gene Autry Productions e girato a Santa Clarita, nel Monogram Ranch e nel Walker Ranch a Newhall, in California, dal gennaio del 1953.

## Distribuzione
Il film fu distribuito negli Stati Uniti dal 20 settembre 1953 al cinema dalla Columbia Pictures.

## Promozione
Le tagline sono:
- All the fury and excitement of the west in one action-packed picture!
- GENE CLEARS THE WOODS OF RENEGADES...and runs them out of Michigan Territory!
- IT'S DEATH TO HOMESTEADERS...till Gene rides to the rescue!
- MURDER WILL OUT..AND GENE'S OUT TO GET THE MURDERERS!